# Mycophila echinoidea
Mycophila echinoidea är en tvåvingeart som beskrevs av Bu och Mo 1996. Mycophila echinoidea ingår i släktet Mycophila och familjen gallmyggor.
Artens utbredningsområde är Sichuan (Kina). Inga underarter finns listade i Catalogue of Life.